# توماس هاريسون
توماس هاريسون (بالإنجليزية: Thomas Harrison)‏ (1 أبريل 1867 ببرمنغهام في المملكة المتحدة - 1 يناير 1942) هو لاعب كرة قدم بريطاني (وحمل سابقاً جنسية المملكة المتحدة لبريطانيا العظمى وأيرلندا) في مركز الهجوم. لعب مع أستون فيلا وHalesowen Town F.C. ‏.